# 白虎山城
白虎山城（びゃっこざんじょう）は、佐賀県三養基郡みやき町にあった日本の城（山城）。

## 概要
三養基郡みやき町の背振山地南方の標高115mの丘陵に位置する。池を挟んで南には臥牛城があり、ともに綾部城の支城だった。築城年代は不明だが、臥牛城と同じ建武年間に綾部幸郷や綾部幸依が築いたとみられる。元亀2年（1571年）に綾部鎮幸が龍造寺隆信に攻め滅ぼされた際、廃城となった。